# Кентавър (съзвездие)
Вижте пояснителната страница за други значения на Кентавър.
Кентавър или Центавър (на латински: Centaurus) е едно от най-големите съзвездия, видими от южното полукълбо. Носи името на съществото получовек – полукон от древногръцката митология.
Съзвездието е споменато от Евдокс от Книд през 4 век пр.н.е. и Арат (3 век пр.н.е.). Птолемей е категоризирал 37 от звездите в него.
То съдържа най-близката до Слънцето звезда, Проксима, както и четвъртата най-ярка звезда на небето, Алфа Кентавър, с видима звездна величина 0m. В ясна нощ с просто око могат да се видят около 150 звезди от Центавър, но само 11 от тях са по-ярки от трета звездна величина.
В рамките на съзвездието могат да се наблюдават:
- двойните звезди α Cen, β Cen, γ Cen, k Cen, D Cen
- променливите звезди μ Cen, T Cen, R Cen
- мъглявината IC 2944
- планетарната мъглявина NGC 3918
- най-яркият кълбовиден звезден куп на небето, NGC 5139
- разсеяните звездни купове NGC 5460, NGC 3766, NGC 5316, NGC 5617
- елиптичната галактика NGC 4945
- лещовидната галактика NGC 5128 съдържаща радио-източника Centaurus A